# A katolikus Budapest
A katolikus Budapest egy többkötetes egyháztörténeti kézikönyv, amely Budapest főváros római katolikus és görögkatolikus egyházi intézményeit mutatja be. Előkészítését az Esztergom-Budapesti Főegyházmegye Egyháztörténeti Bizottsága végezte, szerkesztője Beke Margit volt.  A plébániák és templomigazgatóságok ismertetését tartalmazó I-II. kötetek 2013-ban, az oktatási és nevelési intézményeket tartalmazó III-IV. kötetek 2019-ben jelentek meg.

## Története
Erdő Péter esztergomi érsek 2008-ban kérte föl a Beke Margit által vezetett Egyháztörténeti Bizottságot Budapest katolikus egyháztörténetének feldolgozására. A munka első szakaszának célja az egyes plébániák rövid történetének összeállítása volt, tudományos apparátussal ellátva, színes fotókkal illusztrálva. Ehhez alapul Némethy Lajos Series parochiarum et parochorum című munkája szolgált (1894), amelyet később, az 1982-ben megjelent esztergomi főegyházmegyei névtár számára Turányi László majd az 1997-ben megjelent újabb névtár számára Dékány Vilmos dolgozott át.
A 2013-ig tartó munkában számos kutató vett részt, többféle szakterületről, így az általuk készített tanulmányok hangsúlyai is különbözőek lettek. „Például a teológus a teológiai szempontokat, az építész elsősorban az építészetet, a művészettörténész inkább az ikonográfiát, a gazdaságtörténész az anyagiakat, a statisztikus a statisztikát, a történész elsősorban a történelmiséget, a könyvtáros és levéltáros a saját szakterületét emelte ki. […] Vannak, akik saját élményük alapján fogalmazták meg egy plébánia létrejöttét, vannak, akik a megjelent publikációkra helyezték a hangsúlyt, és vannak, akik primer kutatásokat végeztek különböző forrásokban.” (Beke Margit, I, 10)
Az I. kötethez írt ajánlásában Erdő Péter a következőket írta: „A Katolikus Budapest címet viselő munka egyelőre csak általános áttekintésre és a plébániák köré rendeződő tevékenységre szorítkozik. Külön köteteket érdemel a szerzetesrendek, lelkiségi mozgalmak, a katolikus szociális és egészségügyi tevékenység, a katolikus oktatás, kultúra, sajtó és a katolikus emberek körében élő folklór és szokásvilág témája. Bízunk benne, hogy ezek a kérdések is majd jelentőségükhöz méltó részletességgel kerülhetnek feldolgozásra” (I, 5).
Ennek megfelelően az Egyháztörténeti Bizottság 2013 után az iskolák, konviktusok történetének megírásával folytatta a munkát. Ez a plébániatörténetekhez képest járatlanabb terep volt, a szerzőknek sokszor levéltári források vagy iskolai évkönyvek, értesítők segítségével kellett alapkutatásokat végeznie. A munka 2019-re készült el, az Ars Sacra fesztivál keretében mutatták be szeptember 13-án a Párbeszéd Házában.

## Szerkezete
Az I. kötetet hat bevezető tanulmány nyitja, amelyek Budapest katolikus életének egy-egy korszakát mutatják be. Ezt követi az I-II. kötetekben az egyes plébániák története és leírása, amely az Esztergom-Budapesti Főegyházmegye aktuális (a névtárakban is megjelenő) espereskerületi sorrendjét és beosztását követi. A plébániai területi beosztás szerint találhatók meg a kötetben a további templomok (templomigazgatóságok), kápolnák, temetők, szobrok és szakrális emlékek leírásai is. A nyelvi alapon elkülönülő (lengyel, német, olasz, stb.) személyi plébániákról szóló alfejezetek azon plébániákhoz lettek besorolva, amelynek területén az általuk használt templomok találhatók. Bekerültek a kötetbe elpusztult templomok, plébániák is, de ezek esetében az összeállítás nem teljes. A szerzők törekedtek összegyűjteni a plébánosok és templomigazgatók archontológiáját is, még ha néhol maradtak is hiányok, vagy javítandó adatok.
A III. kötet a katolikus oktatást korszakok szerinti áttekintő fejezetekkel kezdődik, majd az egyes intézmények leírásai alapvetően iskolatípusonként szerepelnek a III-IV. kötetben, de ugyanilyen fontos szempont volt a fenntartók szerinti elkülönítés, ami sajátos rendszert eredményezett. Az Esztergom-Budapesti Főegyházmegye oktatásszervezési és felnőttképzési intézményeit (II) tehát a felsőoktatás követi (egyetemek, főiskolák, konviktusok, III-IV). Külön fejezetet kapott négy „egyetemi gimnázium és nevelőintézet” (V), amely három esetben nehezen érthető, majd külön következnek a főegyházmegye (VI), az egyes szerzetesrendek (VII), az „újabb alapítású közösségek” (VIII) és az egyesületek (IX) által fenntartott, közép- és elemi szintű iskolák, óvodák az aktuális (2019. évi) állapot szerint. Emiatt némelyik intézmény, amelyik fenntartót cserélt, két helyen is szerepel (pl. Egyetemi Gimnázium, Patrona Hungariae Leánygimnázium, Szent Angéla iskola, Zichy-Pallavicini kereskedelmi iskola). Végül a „sajátos típusú intézmények” tanonc-, gyermek- és árvaotthonokat (X) jelentenek, a „más katolikus szellemiségű intézmények” (XI) alatt pedig az 1950 előtt nem Budapesthez tartozó települések iskolatörténete található, amelyek részben egyházi (katolikus), részben községi (állami) intézmények voltak.
Az egyes leírások számot adnak az iskola alapításáról, tagozatairól, tanrendjéről, épületeiről, felszereltségéről, a közösséget teremtő eseményekről, a fenntartók, iskolaszékek szerepéről, nevesebb tanárairól, diákjairól. Itt is megtalálható iskolaigazgatók, intézményvezetők archontológiája, megkülönböztetve a klerikus (sac.) és világi személyeket.

## A megjelent kötetek adatai
| kötet | alcím                                      | kiadás éve | elektronikus elérhetőség |
| ----- | ------------------------------------------ | ---------- | ------------------------ |
| I.    | Általános történeti szempontok · Plébániák | 2013       | Szaktárs                 |
| II.   | Plébániák                                  | 2013       | Szaktárs                 |
| III.  | Oktatási és nevelési intézmények           | 2019       | Szaktárs                 |
| IV.   | Oktatási és nevelési intézmények           | 2019       | Szaktárs                 |

## Tartalma

### I. kötet: Általános történeti szempontok · Plébániák [1]

#### I. A mai főváros az évszázadok történelme során
1. A főváros területének egyházmegyei hovatartozása az évszázadok során / Erdő Péter
2. A korai kereszténység a mai főváros területén (I-V. század) / Tóth Endre
3. A népvándorlás kori kereszténység a mai főváros területén (VI-IX. század) / Vida Tivadar
4. A középkori kereszténység a mai főváros területén (XXVI. század) / Szende László
5. A főváros némely egykori kápolnái és emlékhely a Duna bal partján / Horváth Alice
6. Plébániák alapítása. A fővárosnak mint kegyúrnak a kapcsolata egyes plébániákkal 1923-ig / Beke Margit

#### II. A mai főváros területének egykori és jelenlegi plébániái és templomai

##### Óbudai espereskerület
1. A Békásmegyer-Ófalui Szent József Plébánia / Dorogi Ferenc Miklós
  - A Szent Rókus- és Szent Vendel-kápolna
2. A Csillaghegyi Jézus Szíve Plébánia / Lipp Mónika
3. Az Óbudai Szent Péter és Pál Főplébánia / Simon Katalin
  - Az Óbudai Jó Pásztor Templomigazgatóság
  - Az Óbudai Segítő Szűz Mária Kápolnaigazgatóság
  - Az Óbudai Szent József Templomigazgatóság
  - Az Óbudai Feltámadt Üdvözítő-temetőkápolna
4. Az Óbuda-Hegyvidéki Szentháromság Plébánia / Dorogi Ferenc Miklós
  - A Csúcshegyi Szeplőtelen Szűz Mária-kápolna
  - A Farkastoroki Szent Donát-kápolna
  - A Kiscelli Kálvária-kápolna
  - A Külső-Bécsi úti Jézus Szíve-kápolna
  - A Szűz Mária Társasága Szent Anna-kápolnája
5. A Pünkösdfürdői Boldog Özséb Plébánia / Lipp Mónika
6. A Rómaifürdői Karácsonyi Kis Jézus Plébánia / Gaálné Barcs Eszter
7. A Szentendrei úti Kövi Szűz Mária Plébánia / Dorogi Ferenc Miklós
8. Az Újlaki Sarlós Boldogasszony Plébánia / Tarján Mária
  - A Császárfürdői Szent István Király Kápolnaigazgatóság
  - A Margitszigeti Szent Mihály Kápolnaigazgatóság

##### Budai-északi espereskerület
1. Az Alsóvízivárosi Árpád-házi Szent Erzsébet Plébánia / Schmiedtmayer Richárd
  - Az Avianói Boldog Márk Budapesti Olasz Lelkészség
2. A Felsőkrisztinavárosi Keresztelő Szent János Plébánia / Biró Aurél
3. A Felsővízivárosi Szent Anna Plébánia / Némethy Zsolt
  - A Szent Ferenc Sebei Templomigazgatóság
  - A Budapest Német Nyelvű Hívek Szent Erzsébetről nevezett Személyi Lelkészsége
4. Az Istenhegyi Szent László Plébánia / Katkó Márton Áron
  - A Kútvölgyi Szűz Mária-kápolna
5. Az Országúti Szent István Vértanú Plébánia / Nyárádi Anna-Mária
  - A Kapisztrán Szent János Templomigazgatóság
  - A Rózsadombi Krisztus Király Templomigazgatóság
6. A Pasaréti Páduai Szent Antal Plébánia / Vladár Ágnes
  - Az Országos Korányi Kórház Szent József-kápolna
7. A Pesthidegkút-Ófalui Sarlós Boldogasszony Plébánia / Nobilis Barbara
8. A Remetekertvárosi Szentlélek Plébánia / Nemessányiné Csepreghy Év
9. A Széphalmi Jézus Szíve Plébánia / Nemessányiné Csepreghy Éva
10. A Városmajori Jézus Szíve Plébánia / Ritoók Pál
11. A Zugligeti Szent Család Plébánia / Nemessányiné Csepreghy Éva
12. A Máriaremetei Kisboldogasszony Bazilika Plébánia / Török József
13. A Nagykovácsi Nagyboldogasszony Plébánia / Dorogi Ferenc Miklós
  - Az Adyligeti Szent István Király Lelkészség

##### Budai-középső espereskerület
1. A Farkasréti Mindenszentek Plébánia / Biró Aurél
2. A Gazdagréti Szent Angyalok Plébánia / Biró Aurél
3. A Kelenföldi Szent Gellért Plébánia / Fülöp Éva
4. A Krisztinavárosi Havas Boldogasszony Plébánia / Török József
  - A Szent Kereszt Templomigazgatóság
5. A Lágymányosi Szent Adalbert Plébánia / Biró Aurél
  - A Szent Imre Kórházlelkészség, a Szent Kozma és Damján-kápolna
  - A Szent Adalbert-templom
6. A Szentimrevárosi Szent Imre Plébánia / Garay János
  - A Gyümölcsoltó Boldogasszony Kápolnaigazgatóság
  - Az Emmaus Kápolnaigazgatóság
  - A Szent Imre Kápolnaigazgatóság
  - A Szentlélek Kápolnaigazgatóság
7. A Tabáni Alexandriai Szent Katalin Plébánia / Fejérdy András
  - A Sziklatemplom
8. A Vári Nagyboldogasszony Főplébánia / Szende László
  - A Mária Magdolna-templom
  - A Szent Istvánról nevezett udvari, várplébániai templom
9. A Magyar Szentek Plébánia / Dorogi Ferenc Miklós
  - A Magyar Szentek temploma
  - A Szent Tádé-kápolna
  - A Római Katolikus Egyetemi és Főiskolai Lelkészség
10. Az Örmény Katolikus Fogolykiváltó Boldogasszony és Világosító Szent Gergely Személyi Plébánia / Balogh Margit

##### Budai-déli espereskerület
1. Az Albertfalvi Szent Mihály Plébánia / Pruzsinszky József
2. A Baross Gábor-telepi Jézus Szíve Plébánia / Nobilis Barbara
3. A Budafok-Belvárosi Szent Lipót Plébánia / Nobilis Barbara
4. A Budafok-Felsővárosi Jézus Szíve Plébánia / Biró Aurél
5. A Budatétényi Szent István Király Plébánia / Nobilis Júlia
  - A Szent Mihály-kápolna
6. A Kelenvölgyi Szentháromság Plébánia / Biró Aurél
7. A Nagytétényi Nagyboldogasszony Plébánia / Bárdos István

##### Pesti-belső espereskerület
1. A Belsőjózsefvárosi Krisztus Király Plébánia / Szende László
  - Az egykori Kalazanci Szent József-kápolna
  - A Jézus Szíve Templomigazgatóság
2. A Belvárosi Nagyboldogasszony Főplébánia / Hegedűs András
  - A Nagyboldogasszony Főplébánia

- A Belvárosi Ferences Templomigazgatóság

1. - A Belvárosi Szent Anna Templomigazgatóság
  - A Belvárosi Szent Mihály Templomigazgatóság
  - Az Egyetemi Kisboldogasszony Templomigazgatóság
  - A Piarista Kalazanci Szent József-kápolna
  - A Központi Papnevelő Intézet kápolnái / Beke Margit
  - A Pázmány Péter Katolikus Egyetem Hittudományi Kar kápolnája / Beke Margit
2. Az Erzsébetvárosi Árpád-házi Szent Erzsébet Plébánia / Millisits Máté
3. A Ferencvárosi Assisi Szent Ferenc Főplébánia / Prohászka László
  - A Magyarok Nagyasszonya-kápolna
4. A Szentistvánvárosi Szent István Király [Szent István Bazilika] Plébánia / Beke Margit
  - A Szent Ágoston Kápolnaigazgatóság
  - A Szeplőtelen Fogantatás Lelkészség
  - A Katolikus Tábori Püspökség Fogolykiváltó Boldogasszony-kápolna
5. A Terézvárosi Szent Teréz Plébánia / Garay János
6. A Vörösmarty utcai Oltáriszentség Plébánia / Pruzsinszky József-Nemessányiné Csepreghy Éva
7. A Szent Rókus Plébánia / Horváth Alice

### II. kötet: Plébániák (2)

#### Pesti-déli espereskerület
1. A Józsefvárosi Szent József Plébánia / Szende László
2. A Középsőferencvárosi Páli Szent Vince Plébánia / Pruzsinszky József–Dorogi Ferenc Miklós
  - A Kaniziusz Szent Péter-templom
  - A Külső-Soroksári úti Szent Borbála-templom
  - Az Örökimádás Templomigazgatóság
  - A Csodálatos Anya-kápolna
3. A Külsőferencvárosi Szent Kereszt Plébánia / Dorogi Ferenc Miklós
4. A Tisztviselőtelepi Magyarok Nagyasszonya Plébánia / Pruzsinszky József
5. A Béke Királynője Plébánia / Czékli Béla
6. A Jó Pásztor Lelkészség / Kontsek Ildikó
  - A Krisztus Urunk Mennybemenetele-kápolna
7. A Szent Rita Plébánia / Juhász Eszter

#### Pesti-középső espereskerület
1. A Kőbányai Szent György Plébánia / Pruzsinszky József Bárdos István
2. A Kőbányai Szent László Plébánia / Csombor Erzsébet
  - A Föltámadott Krisztus Templomigazgatóság
3. A Külsőkőbányai Szent Család Plébánia / Bárdos István
4. A Rákosfalvai Szent István Király Plébánia / Némethy Zsolt
5. A Thököly úti Rózsafüzér Királynéja Plébánia / Prakfalvi Endre
  - A Magyarok Nagyasszonya Kápolnaigazgatóság
6. A Törökőri Lisieux-i Kis Szent Teréz Plébánia / Czékli Béla
  - A Kőbánya-MÁV-telepi Kisboldogasszony Templomigazgatóság
7. A Zuglói Páduai Szent Antal Plébánia / Biró Aurél
8. A Mindenkor Segítő Szűz Mária Lengyel Személyi Plébánia / Prohászka László
9. A Regnum Marianum Plébánia / Balogh Margit

#### Pesti-északi espereskerület
1. Az Angyalföldi Szent László Plébánia / Millisits Máté
2. Az Angyalföldi Szent Mihály Plébánia / Kápolnai Iván
3. A Herminamezői Szentlélek Plébánia / Fülöp Éva
4. A Külsőangyalföldi Mária Keresztények Segítsége Plébánia / Nemessányiné Csepreghy Éva
5. Az Újlipótvárosi Árpád-házi Szent Margit Plébánia / Millisits Máté
6. A Terézvárosi Szent Család Plébánia / Fodor Adrienn
  - A. Szent Család-kápolna
  - A Magyarok Nagyasszonya-kápolna / Beke Margit
  - A Szent Gellért-kápolna
7. A Vizafogói Szent Márton Plébánia / Millisits Máté
  - A Kármelhegyi Boldogasszony Templomigazgatóság

#### Újpest-rákospalotai espereskerület
1. A Pestújhelyi Keresztelő Szent János Plébánia / Dóka Klára
2. A Rákospalota-Kertvárosi Árpád-házi Szent Margit Plébánia / Dóka Klára
3. A Rákospalota-MÁV-telepi Jézus Szíve Plébánia / Dóka Klára
4. A Rákospalotai Magyarok Nagyasszonya Főplébánia / Dóka Klára
5. Az Újpalotai Boldog Salkaházi Sára Plébánia / Beke Margit
6. Az Újpest-Clarisseumi Szent István Király Plébánia / Nemessányiné Csepreghy Éva
7. Az Újpest-Káposztásmegyeri Szentháromság Plébánia / Tomka Ferenc
8. Az Újpest-Kertvárosi Szent István Plébánia / Gőcze Iván
9. Az Újpest-Megyeri Krisztus Király Plébánia / Nemessányiné Csepreghy Éva
10. Az Újpesti Egek Királynéja Főplébánia / Gőcze Iván
  - A Jézus Szíve Templomigazgatóság
11. Az Újpesti Szent József Plébánia / Nemessányiné Csepreghy Éva

#### Rákosi espereskerület
1. Az Árpádföldi Szent Anna Plébánia / Dorogi Ferenc Miklós
2. A Cinkotai Mária Magdolna Plébánia / Nemessányiné Csepreghy Éva
3. A Mátyásföldi Szent József Plébánia / Varga Lajos
4. A Rákoscsaba-Újtelepi Árpád-házi Szent Erzsébet Plébánia / Dóka Klára
5. A Rákoscsabai Nepomuki Szent János Főplébánia / Dóka Klára
6. A Rákoshegyi Lisieux-i Szent Teréz Plébánia / Dóka Klára
7. A Rákoskeresztúri Szent Kereszt Felmagasztalása Plébánia /Dóka Klára
  - A Madárdombi Szent Pál-templom
8. A Rákosligeti Magyarok Nagyasszonya Plébánia / Dóka Klára
9. A Rákosszentmihályi Szent Mihály Plébánia / Varga Lajos
  - A Fájdalmas Szűzanya Templomigazgatóság
  - A Szent Imre Templomigazgatóság
10. A Sashalmi Krisztus Király Plébánia / Dorogi Ferenc Miklós

#### Kispest-pestszenterzsébeti espereskerület
1. A Kispest-Wekerle-telepi Szent József Plébánia / Katus László
2. A Kispesti Jézus Szíve Plébánia / Katus László
3. A Kispesti Nagyboldogasszony Főplébánia / Katus László
4. A Pestszenterzsébet-Kakastói Szent Antal Lelkészség / Dorogi Ferenc Miklós
5. A Pestszenterzsébet-Kossuthfalvai Szent Lajos Plébánia / Dóka Klára
6. A Pestszenterzsébet-Pacsirtatelepi Magyarok Nagyasszonya Plébánia / Nyárádi Anna-Mária
7. A Pestszenterzsébet-Szabótelepi Jézus Szíve Plébánia / Némethy Zsolt
8. A Pestszenterzsébeti Szent Erzsébet Főplébánia / Dorogi Ferenc Miklós

#### Pestszentlőrinc-soroksári espereskerület
1. A Pestszentimrei Szent Imre Plébánia / Katkó Márton Áron
2. A Pestszentlőrinc-Csákyligeti Szent József Plébánia / Dóka Klára
3. A Pestszentlőrinc-Erzsébettelepi Szent Erzsébet Plébánia / Dóka Klára
4. A Pestszentlőrinc-Szemeretelepi Szent István Király Plébánia / Dóka Klára
  - A Repülőtéri Lelkészség Dona Nobis Pacem-kápolna
5. A Pestszentlőrinci Árpád-házi Szent Margit Plébánia / Dóka Klára
6. A Pestszentlőrinci Mária Szeplőtelen Szíve Főplébánia / Dóka Klára
  - A Szent József-templom
7. A Pestszentlőrinci Szent László Plébánia / Dóka Klára
8. A Soroksár-Újtelepi Szent István Király Plébánia / Nemessányiné Csepreghy Éva
  - A Szent István király-templom
  - A Fatimai Szűzanya-templom
9. A Soroksári Nagyboldogasszony Főplébánia / Nemessányiné Csepreghy Éva

#### Budapest-Csepel / Smohay András
1. A Belvárosi Kisboldogasszony Plébánia
2. A Jézus Szíve Plébánia
3. A Királyerdei Szűz Mária Szeplőtelen Szíve Plébánia
4. A Szabótelepi Lelkészség
5. A Kertvárosi Lelkészség

#### Budapesti görög katolikus paróchiák / Véghseő Tamás
1. A Rózsák terei Paróchia
2. A Budai Paróchia
3. A Kispesti Paróchia
4. A Pesterzsébeti Úrszínváltozás Paróchia
5. A Rákoskeresztúri Istenszülő Oltalma Paróchia
6. Az Újpesti Paróchia
7. A Budaörsi Szent Demeter Paróchia
8. A Csepeli Szentlélek Paróchia
9. A Szigetszentmiklósi Árpád-házi Szent Piroska Paróchia

### III. kötet: Oktatási és nevelési intézmények [1]

#### I. Általános áttekintés
1. Katolikus iskolák a kezdetektől 1526-ig — Szabó Barbara
2. Katolikus iskolák a középkor végétől a Ratio Educationisig (1526-1777) / Nagy Brigitta
3. Katolikus iskolák a Ratio Educationis kiadásától az államosításig (1777-1948) / Hévizi Józsa
4. Katolikus iskolák az államosítástól napjainkig (1948—2017) / Szabó Barbara
5. A Katolikus Egyház oktatási és nevelési intézményei 1921-től 1948-ig / Beke Margit
6. A katolikus hitoktatás a nem katolikus iskolákban 1945 után / Szabó Barbara
7. A kántorképzés / Szabó Barbara

#### II. Központi intézmények
1. A Katolikus Pedagógiai Szervezési és Továbbképzési Intézet / Keresztes Csaba
2. Az Esztergom-Budapesti Főegyházmegyei Katolikus Iskolai Főhatóság / Keresztes Csaba
3. A Kanter Károly Felnőttképzési Intézet / Beke Margit

#### III. Egyetemek, főiskolák
1. Az óbudai egyetem / Szögi László
2. A középkori budai domonkos főiskola / Szögi László
3. A Pázmány Péter Katolikus Egyetem / Erdő Péter
4. A Pázmány Péter Katolikus Egyetem Hittudományi Kara / Török József
5. A Sapientia Szerzetesi Hittudományi Főiskola / Czékli Béla
  - Előzmények: Bernardinum – Norbertinum – Pannonhalmi Szent Gellért Főiskola – Kalazantinum – Kapisztrán Szent Jánosról Nevezett Hittudományi Főiskola
6. A Norbertinum, a Szent Norbertről Nevezett Hittudományi és Tanárképző Intézet / Biró Aurél
7. A Szent Domonkos-rendi Hittudományi Főiskola / Zágorhidi Czigány Balázs

#### IV. Kollégiumok
1. A Központi Papnevelő Intézet / Török József
2. A Pázmány Péter Katolikus Egyetem kollégiumai / Nagy Brigitta
  - Hospitalitas Irgalmasrendi Szakkollégium és Diákotthon
  - Csengery utcai Diákotthon
3. A Budapesti Római Katolikus Egyetemi Lelkészség kollégiumai / Nagy Brigitta
4. A Szinaxis Görögkatolikus Diákotthon / Véghseő Tamás
5. Az Emericana Szövetség által fenntartott Adalbertina Mensa / Beke Margit
6. A Szent Imre Főiskolai Internátus Egyesület Szent Imre Kollégiumai / Biró Aurél
  - Pesti Szent Imre Kollégium
  - Budai Szent Imre Kollégium
  - Szent Imrés Egyetemi Leányotthon

#### V. Egyetemi gimnáziumok és nevelőintézetek
1. Budai katolikus gimnáziumok és nevelőintézetek / Biró Aurél
  - Budai II. Kerületi Királyi Egyetemi Katolikus Gimnázium
  - Ferenc József Nevelőintézet (1889—1945)
  - Budapesti I. Kerületi Királyi Katolikus Gimnázium
  - A mai Budapesti Egyetemi Katolikus Gimnázium
2. Érseki Katolikus Gimnázium és a Rákóczi-Kollégium Fiúnevelő Intézet / Biró Aurél
  - Krisztus Király-templom
3. A pesti Királyi Katolikus Főgimnázium / Biró Aurél

#### VI. Egyházmegye fenntartásában működő intézmények
1. A Hajnalcsillag Katolikus Óvoda (2002—2013) / Keresztes Csaba
2. A Szent Anna Katolikus Óvoda / Czékli Béla
3. A Mustármag Keresztény Óvoda, Általános Iskola és Gimnázium, ma Óbudai Szent József Katolikus Óvoda, Általános Iskola és Gimnázium / Nagy Brigitta
4. A Regnum Katolikus Általános Iskola, majd Szent Domonkos Általános Iskola / Dorogi Ferenc Miklós
5. A Szent János Apostol Katolikus Általános Iskola / Czékli Béla
6. A Pannonia Sacra Katolikus Általános Iskola / Gerenday Ágnes
7. A Szent Lőrinc Katolikus Általános Iskola / Gerenday Ágnes
8. A Reménység Két Tanítási Nyelvű Katolikus Általános Iskola / Vindus Melinda
9. A Néri Szent Fülöp Katolikus Általános Iskola / Csernyánszky Ildikó
10. Az Albertfalvi Don Bosco Katolikus Általános Iskola és Óvoda / Gaálné Barcs Eszter
11. A Szent Gellért Katolikus Általános Iskola és Gimnázium / Gaálné Barcs Eszter
12. A Pál Apostol Katolikus Általános Iskola és Gimnázium / Filkoházi Zoltán
13. A Salkaházi Sára Katolikus Általános Iskola, Szakközépiskola, Szakiskola, Készségfejlesztő Speciális Szakiskola és Fejlesztő Nevelés-Oktatást Végző Iskola / Keresztes Csaba
14. A Páli Szent Vince Katolikus Szakmunkásképző és Szakközépiskola / Vindus Melinda

#### VII. Szerzetesek fenntartásában működő intézmények

##### Angolkisasszonyok
1. Az angolkisasszonyok nevelési és oktatási intézményei / Dorogi Ferenc Miklós

##### Bencések
1. A Szent Benedek Katolikus Gimnázium / Pusztaszeri László
2. A Csepeli Jedlik Ányos Bencés Gimnázium / Szabó Barbara
3. A Szent Benedek Általános Iskola, Középiskola, Alapfokú Művészeti Iskola és Kollégium Budapesti Tagintézménye / Madaras Attila

##### Ciszterci rend
1. A Budai Ciszterci Szent Imre Gimnázium / Biró Aurél

##### Don Bosco nővérek
1. A Don Bosco Nővérek Szent Család Óvodája / Czékli Béla

##### Ferencesek
1. A Testvérkék Ferences Óvoda / Keresztes Csaba
2. A Szent Angéla Ferences Általános Iskola és Gimnázium / Nagy Adrienn

##### Isteni Megváltó Leányai
1. A Isteni Megváltóról Nevezett Nővérek Szent Erzsébet Intézete Budán / Biró Aurél
2. Az Isteni Megváltóról Nevezett Nővérek Szent Margit Gimnáziuma / Hévizi Józsa
3. Az Isteni Megváltóról Nevezett Nővérek nevelési és oktatási intézményei [Szent Anna Kollégium] / Nagy Brigitta

##### Isteni Szeretet Leányai
1. Az Isteni Szeretet Leányai Kongregációjának intézményei / Biró Aurél
  - Mária Intézet [Ráday utca 36.]
  - Szent Margit Nevelőintézet
  - Elemi iskola, polgári leányiskola
  - Női kereskedelmi szaktanfolyam (szakiskola)
  - Patrona Hungariae Római Katolikus Leánygimnázium
  - Tartományház és a Szent József-lak
  - Árpád-házi Szent Erzsébet Háztartási Gazdasági Továbbképző Intézet és szaktanfolyama
  - Árvák Otthona
  - Katolikus Nővédő Egyesület Munkásnő Otthona [Bokréta utca 3.]
  - Zárda és iskola Rákospalotán
  - Tanulmányi ház és óvoda Mátyásföldön
  - Mária Intézet Kollégiuma

##### Isteni Üdvözítő Nővérei
1. Az Isteni Üdvözítő Nővéreinek Salvator Intézete / Biró Aurél
  - Klotild Szeretetház, majd Fővárosi Tanoncleányotthon

##### Jezsuiták
1. A budai jezsuita kollégium / Filkoházi Zoltán
2. A jezsuiták nevelési intézményei a XX-XXI. században / Filkoházi Zoltán
  - Kongregációs Otthon Intézet
  - Szent Ignác Kollégium, majd Szent Ignác Szakkollégium
  - Jezsuita Roma Kollégium és Szakkollégium

##### Jó Pásztor nővérek
1. A Jó Pásztor Szeretetéről Nevezett Miasszonyunk Kongregációjának Menedékháza / Beke Margit

##### Kalazantinusok
1. A kalazantinusok nevelési intézményei / Biró Aurél
  - Szent József Tanoncotthon
  - Szent Antal Tanonc Internátus és Várfokotthon Segéd- és Technológus Internátus

##### Kármelita nővérek
1. A Karmelita Nővérek Kongregációjának nevelőotthonai / Filkoházi Zoltán
  - Szent József és Szent Terézia Otthon
  - Szent József és Szűz Mária Otthon
  - Szent József és Szent Lőrinc Otthon
  - Szent József és Szent Erzsébet Otthon
  - Kármel Kiskertje Katolikus Óvoda és Lisieuxi Kis Szent Teréz Bölcsőde

##### Mária Iskolatestvérek
1. A Mária Iskolatestvérek Champagnat magyar-francia általános iskolája és internátusa / Beke Margit
2. A kispesti Szent Alajos Fiúotthon és Juvenátus / Beke Margit

##### Keresztény Iskolatestvérek
1. A Keresztény Iskolatestvérek iskolái és nevelési intézményei / Biró Aurél
  - Szent József Fiúnevelő Intézet
  - Osztrák-Magyar Európaiskola
  - Budapesti Osztrák Iskola
  - Osztrák-Magyar Óvoda

### IV. kötet: Oktatási és nevelési intézmények [2]

##### Miasszonyukról nevezett Kalocsai Iskolanővérek
1. A Miasszonyunkról Nevezett Kalocsai Iskolanővérek oktatási és nevelési intézményei / Nagy Brigitta
  - Collegium Theresianum

##### Miasszonyunkról Nevezett Szegény Iskolanővérek, maBoldogasszony Iskolanővérek
1. A Patrona Hungariae Katolikus Iskolaközpont / Dorogi Ferenc Miklós

##### Notre Dame de Sion Nővérek
1. A Notre Dame de Sion oktatási és nevelési intézményei / Biró Aurél

##### Orsolyita rend
1. Az orsolyita rend iskolái és nevelőintézetei / Nagy Adrienn
  - Szent Angéla iskola

##### Páli Szent Vince nővérek
1. A Páli Szent Vince Szeretet Leányai oktatási és nevelési intézményei Budán / Dorogi Ferenc Miklós
  - Cselka nevelő- és tanintézet, majd Szent Lujza Intézet
2. A Páli Szent Vince Szeretet Leányai oktatási és nevelési intézményei Pesten / Szabó Barbara
  - Szent Teréz Intézet
  - Ranolder Intézet
  - Simor Intézet
3. A Ranolder Intézet „Klára” Nőipari Középiskolája / Beke Margit
4. A Boldog Katalin Nagyleányotthon 1939–1948 között / Beke Margit
5. A Páli Szent Vince Szeretet Leányai Társulatának [Gellérthegy utcai] Katolikus Elemi Iskolája és Menhelye / Biró Aurél

##### Piaristák
1. A piarista rend oktatási és nevelési intézményei / Biró Aurél
  - Piarista gimnázium [Pest]
  - Kalazantinum Hittudományi és Tanárképző Főiskola
  - Cassiciacum
  - Pesti Nemzeti Iskola

##### Szaléziak
1. A Szalézi Szent Ferenc Társaság oktatási és nevelési intézményei / Czékli Béla
  - Szent Alajos Ház / Senki Fiai Otthon
  - „Salesianum” Keresztény Pedagógiai Szakkollégium
  - Óbudai Péter és Pál Katolikus Iskola ás Óvoda
  - META Don Bosco Szakközépiskola
  - SZÁMALK Szalézi Szakközépiskola

##### Szent Kereszt nővérek
1. A Szent Keresztről Nevezett Irgalmas Nővérek oktatási és nevelési intézményei / Rébay Magdolna
  - Kun utcai óvoda
  - Budapesti Magyar Királyi Állami Gyermekmenhely, Szent Ferenc Nevelőintézet és Elemi Népiskola
  - Székesfővárosi Horthy Miklósné Gyermekotthon

##### Szent Szív nővérek
1. A Szent Szív Társaság oktatási és nevelési intézményei / Rébay Magdolna
  - István úti Szent Szív Intézet
  - Sophianum
  - Philippineum
  - Nyelvmesternőképző iskola
  - Zichy-Pallavicini Katholikus Női Felső Kereskedelmi Iskola

##### Szociális Missziótársulat
1. A Szociális Missziótársulat oktatási és nevelési és intézményei / Biró Aurél
  - Patronázs Szervezet
  - Mária Mercedes Leányotthon
  - Bethánia Gyermekotthon
  - Leánylíceum
  - Központi Nővédelmi Hivatal
  - Nővédelmi Hivatal
  - Hadiárva Szakosztály
  - Szociális Iskola
  - Napközi Otthon
  - Népművelő Szeminárium
  - Vakok Intézete
  - Názáret Otthon Társulat (Leánykollégium)
  - Apor Vilmos Tanárképző Főiskola Szociálpedagógiai és Hittanári Szak
2. A Szociális Missziótársulat Názáret Leányai Kollégiuma / Nagy Brigitta

##### Szűz Mária társasága
1. A Szűz Mária Társasága nevelési intézményei / Némethy Zsolt
  - Collegium Josephinum

#### VIII. Újabb alapítású közösségek és mozgalmak fenntartásában működő intézmények

##### Krisztus Légiója
1. A Szent II. János Pál Óvoda, Általános Iskola és Gimnázium / Gaálné Barcs Eszter

##### Mária Műve
1. A Mária Műve (Fokoláre Mozgalom) Kollégiuma / Dorogi Ferenc Miklós

##### Opus Dei
1. Az Opus Dei Budapesti Kulturális és Képzési Egyesület Kollégiuma / Keresztes Csaba
2. Az Opus Dei Orbánhegyi Úti Kollégiuma / Keresztes Csaba

##### Regina Pacis
1. A Regina Pacis Közösség Szent József Diákotthona / Dorogi Ferenc Miklós

#### IX. Egyesületek fenntartásában működő intézmények
1. A Pesti Első Bölcsőde Egylet bölcsődéi / Nagy Brigitta
2. A Katolikus Középiskolai Tanáregyesület Szent Gellért Kollégiuma / Biró Aurél
3. A Rákosligeti Katholikus Nővédő Egyesületi Női Ipar- és Kereskedelmi Iskola / Dorogi Ferenc Miklós
4. A Római Katholikus Négyévfolyamú Zichy-Pallavicini Edina Őrgrófnő Felső Kereskedelmi Iskola / Nagy Adrienn
5. A Keresztény Ifjak Országos Egyesülete és oktatási, nevelési intézményei / Szabó Barbara
  - Székesfővárosi Katolikus Tanoncotthon
  - Szent Imre Tanoncotthon
  - Krisztus Király Tanoncotthon
  - Szent Teréz Tanoncotthon
  - Assisi Szent Ferenc Tanoncotthon
  - Szent István Tanoncotthon
  - Munkásifjú Akadémia
  - Titkárképző tanfolyam
  - Katolikus Dolgozó Nők és Leányok Országos Szövetsége Otthona
6. A Társadalmi Szociális Bizottság Szent István Tanoncotthon / Beke Margit
7. A Kolping Mozgalom és óvodái / Szabó Barbara
  - Budavári Kolping Katolikus Óvoda
  - Hegyvidéki Kolping Katolikus Óvoda
8. A Kolping Katolikus Általános Iskola, Gimnázium és Sportgimnázium / Szabó Barbara
9. A Vakok Batthyány László Római Katolikus Gyermekotthona, Óvoda, Általános Iskola intézményei / Gerenday Ágnes
10. A Szent Gellért Óvoda / Gaálné Barcs Eszter

#### X. Sajátos típusú intézmények
1. Katolikus fiú- és leánytanoncotthonok / Szabó Barbara
  - Fiúotthonok
    - Nyomorék Gyermekek Országos Tanoncotthona
    - Országos Központi Katholikus Legényegyesület Iparostanonc-internátusa
    - Fabiny Tihamér Tanoncotthon
    - Társadalmi Szociális Egyesület Szent István Fiúotthona
    - Munkásifjak Nagyasszonya Tanoncotthon

  - Leányotthonok
    - Szent Zita Körök
    - Katolikus Dolgozó Leányok Országos Szövetsége Magdolnavárosi Otthona
    - Budapesti Katolikus Dolgozó Leányok Szent Rókus Egyházközségi Tanoncotthona
    - Budapesti Katolikus Dolgozó Leányok Otthona
    - Szentistvánvárosi Otthon
    - Józsefvárosi Otthon

1. Katolikus gyermekvédelmi intézmények / Nagy Brigitta
  - Fehér Kereszt Leányárvaház
  - Regnum Marianum Internátus
  - Ferences Mária Misszionárius Nővérek Társasága
  - Katolikus Patronázs Egylet
  - Katolikus Háziasszonyok Országos Szövetsége
    - Háztartási Képző és Háztartási Alkalmazottakat Képző Tanfolyam
    - Átmeneti Leányotthon

  - Szent Skolasztika Leányotthon
  - Eucharisztikus Gyermekszövetség
  - Budai Margit Mária Kongregáció
  - Budai Molnár László Gyermekotthon
  - Budai Szent László Gyermekotthon és Árvaház
  - Nemzetközi Gyermekvédelem Műve, Napközi Otthon
  - Keresztény Szeretet Országos Gyermekvédő Műve, Szent József Otthon

#### XI. Más katolikus szellemiségű intézmények

##### BUDA
- II. kerület
  1. Budapest mai II. kerületének oktatási és nevelési intézményei 1948-ig / Gerenday Ágnes
- III. kerület
  1. Békásmegyer katolikus iskolái a XVIII. századtól a XX. század hajnaláig / Simon Katalin
  2. Csillaghegy katolikus iskolái / Nagy Brigitta
    - Csillaghegyi Miasszonyunkról Nevezett Római Katolikus
    - Szent Imre Polgári Fiúiskola
- XI. kerület
  1. Albertfalva elemi iskolái / Hévizi Józsa
- XXII. kerület
  1. Budafok oktatási intézményei / Hévizi Józsa
    - Budafoki Szent Imre Napközi Otthon és Óvoda
    - Premontrei Szent István Gimnázium

  2. Budatétényi és Baross Gábor-telepi oktatási intézmények / Hévizi Józsa
    - Budatétény állami elemi iskolája
    - Baross Gábor-telepi elemi iskola

  3. Nagytétény oktatási intézménye / Hévízi Józsa

##### PEST
- IV. kerület
  1. Káposztásmegyer oktatási intézményei / Filkoházi Zoltán
  2. Újpest elemi népiskolái / Gőcze Iván
- XV. kerület
  1. Pestújhely katolikus oktatási intézményei / Nagy Adrienn
    - Pestújhelyi Római Katolikus Fiú Felsőkereskedelmi Iskola
    - Női Kereskedelmi Szaktanfolyam
- XVI. kerület
  1. A Cinkotai Római Katolikus Népiskola / Dorogi Ferenc Miklós
  2. Rákosszentmihály oktatási és nevelési intézményei / Dorogi Ferenc Miklós
    - Római Katolikus Polgári Fiúiskola
    - Szervita Nővérek Óvodája és Napközi Otthona

  3. Sashalom római katolikus iskolái és intézményei / Dorogi Ferenc Miklós
    - Római Katolikus Polgári Fiúiskola
    - Négyévfolyamú Római Katolikus Fiú Felsőkereskedelmi Iskola
    - Egyéves Női Kereskedelmi Szaktanfolyam
    - Négyévfolyamú Római Katolikus Leány Felsőkereskedelmi Iskola
    - Római Katolikus Polgári Leányiskola
    - Kétéves Leány Római Katolikus Kereskedelmi Szaktanfolyam
    - Katolikus Népművelés tanfolyamai
- XVII. kerület
  1. Rákosliget népiskolája / Filkoházi Zoltán
  2. Rákoscsaba és Rákoscsaba-Újtelep népiskolái / Filkoházi Zoltán
  3. Rákoskeresztúr oktatási intézményei / Katkó Márton Áron
    - Ifj. Bojári Vigyázó Sándor Emlékére Épült Római Katholikus Iskola

  4. A Rákospalotai Népiskola / Dorogi Ferenc Miklós
    - Clarisseum Római Katolikus Elemi, majd Leányiskola
    - Négyévfolyamú Római Katolikus Női Felsőkereskedelmi Iskola létrehozásának kísérlete
- XVIII. kerület
  1. Pestszentimre oktatási intézményei / Vindus Melinda
  2. Pestszentlőrinc katolikus iskolái / Vindus Melinda
  3. Pestszentlőrinci óvodák / Gerenday Ágnes
    - Liliomkert Katolikus Óvoda
    - Szent László Katolikus Családóvoda
    - A mai Liliomkert Katolikus Óvoda
- XIX. kerület
  1. Kispest népiskolája / Filkoházi Zoltán
- XX. kerület
  1. Pestszenterzsébet oktatási és nevelési intézményei / Dorogi Ferenc Miklós
    - Népiskola
    - Római Katolikus Női Kereskedelmi Szaktanfolyam
    - Kármelita nővérek intézményei
- XXIII. kerület
  1. Soroksár-Újtelep és Lőrinci [!Soroksár] katolikus iskolái / Katkó Márton Áron

##### CSEPEL
- [XXI. kerület]
  1. Csepel katolikus oktatási intézményei / Mózessy Gergely
    - Csepeli Katolikus Elemi Iskola és a Szent Imre Herceg Népiskola
    - Jedlik Ányos Római Katolikus Általános Iskola (1946–1948)